# Vošanovac
Vošanovac (izvirno srbsko Вошановац) je naselje v Srbiji, ki upravno spada pod Občino Petrovac na Mlavi; slednja pa je del Braničevskega upravnega okraja.

## Demografija
V naselju, katerega izvirno (srbsko-cirilično) ime je Вошановац, živi 392 polnoletnih prebivalcev, pri čemer je njihova povprečna starost 46,2 let (44,2 pri moških in 48,3 pri ženskah). Naselje ima 154 gospodinjstev, pri čemer je povprečno število članov na gospodinjstvo 3,07.
To naselje je, glede na rezultate popisa iz leta 2002, večinoma srbsko, a v času zadnjih treh popisov je opazno zmanjšanje števila prebivalcev.
|  |

| Demografija | Demografija     | Demografija     |
| Leto        | Št. prebivalcev | Št. prebivalcev |
| ----------- | --------------- | --------------- |
|             |                 |                 |
|             |                 |                 |
|             |                 |                 |
|             |                 |                 |
| 1948        | 1042            |                 |
| 1953        | 1049            |                 |
| 1961        | 969             |                 |
| 1971        | 949             |                 |
| 1981        | 824             |                 |
| 1991        | 707             | 580             |
| 2002        | 646             | 473             |
|             |                 |                 |

| Etnična sestava po popisu iz leta 2002 | Etnična sestava po popisu iz leta 2002 | Etnična sestava po popisu iz leta 2002 | Etnična sestava po popisu iz leta 2002 | Etnična sestava po popisu iz leta 2002 |
| -------------------------------------- | -------------------------------------- | -------------------------------------- | -------------------------------------- | -------------------------------------- |
| Srbi                                   | Srbi                                   |                                        | 465                                    | 98,30%                                 |
| Romuni                                 | Romuni                                 |                                        | 3                                      | 0,63%                                  |
| Slovenci                               | Slovenci                               |                                        | 2                                      | 0,42%                                  |
| Vlahi                                  | Vlahi                                  |                                        | 1                                      | 0,21%                                  |
| Neznano                                | Neznano                                |                                        | 2                                      | 0,42%                                  |